# Charlie Puth
Charles Otto Puth jr. (Rumson, 2 december 1991) is een Amerikaanse zanger, pianist en songwriter.
Puth werd bekend in 2011, toen hij mocht optreden in de The Ellen DeGeneres Show. In 2015 brak hij internationaal door met de singles See you again (een samenwerking met Wiz Khalifa en tevens de soundtrack van de film Fast & Furious 7) en Marvin Gaye (dat hij opnam met Meghan Trainor). Beide singles werden wereldwijde hits. Marvin Gaye werd een nummer 1-hit in onder meer Frankrijk, Nieuw-Zeeland en het Verenigd Koninkrijk, terwijl See you again de hitparades domineerde in onder meer de Verenigde Staten, Vlaanderen, Duitsland, het Verenigd Koninkrijk en Canada.
In januari 2016 bracht Puth zijn debuutalbum op de markt, Nine track mind, dat goed werd ontvangen. De van dit album afkomstige singles One call away en We don't talk anymore (een duet met Selena Gomez) waren beide succesvol. Later, in 2017, scoorde Puth ook hits met de nummers Attention en How long, afkomstig van zijn tweede album Voicenotes, dat in mei 2018 verscheen.

## Privé
Puth is getrouwd.

## Hitnoteringen

### Albums
| Album met eventuele hitnotering(en) in de Nederlandse Album Top 100 | Datum van verschijnen | Datum van binnenkomst | Hoogste positie | Aantal weken | Opmerkingen |
| ------------------------------------------------------------------- | --------------------- | --------------------- | --------------- | ------------ | ----------- |
| Nine track mind                                                     | 29-01-2016            | 06-02-2016            | 13              | 30           |             |
| Voicenotes                                                          | 11-05-2018            | 19-05-2018            | 13              | 22           |             |
| Charlie                                                             | 07-10-2022            | 15-10-2022            | 21              | 2            |             |

| Album met hitnotering(en) in de Vlaamse Ultratop 200 albums | Datum van verschijnen | Datum van binnenkomst | Hoogste positie | Aantal weken | Opmerkingen |
| ----------------------------------------------------------- | --------------------- | --------------------- | --------------- | ------------ | ----------- |
| Nine track mind                                             | 2016                  | 06-02-2016            | 17              | 31           |             |
| Voicenotes                                                  | 2018                  | 19-05-2018            | 19              | 27           |             |

### Singles
| Single met eventuele hitnotering(en) in de Nederlandse Top 40 | Datum van verschijnen | Datum van binnenkomst | Hoogste positie | Aantal weken | Opmerkingen                                                |
| ------------------------------------------------------------- | --------------------- | --------------------- | --------------- | ------------ | ---------------------------------------------------------- |
| See you again                                                 | 03-04-2015            | 18-04-2015            | 3               | 21           | met Wiz Khalifa / Nr. 3 in de Single Top 100 / Alarmschijf |
| Marvin Gaye                                                   | 2015                  | 31-10-2015            | 11              | 16           | met Meghan Trainor / Nr. 19 in de Single Top 100           |
| One call away                                                 | 2015                  | 20-02-2016            | 23              | 10           | Nr. 24 in de Single Top 100                                |
| We don't talk anymore                                         | 2016                  | 27-08-2016            | 17              | 11           | met Selena Gomez / Nr. 14 in de Single Top 100             |
| Dangerously                                                   | 2016                  | 31-12-2016            | tip18           | -            |                                                            |
| Attention                                                     | 2017                  | 03-06-2017            | 11              | 21           | Nr. 20 in de Single Top 100                                |
| How long                                                      | 2017                  | 04-11-2017            | 16              | 15           | Nr. 32 in de Single Top 100                                |
| Done for me                                                   | 2018                  | 24-03-2018            | tip14           | -            | met Kehlani                                                |
| Summer feelings                                               | 2020                  | 27-06-2020            | tip15           | -            | met Lennon Stella                                          |
| I hope                                                        | 2020                  | 02-01-2021            | tip1            | -            | met Gabby Barrett                                          |
| Light switch                                                  | 2022                  | 19-02-2022            | 29              | 8            |                                                            |

| Single met hitnotering(en) in de Vlaamse Ultratop 50 | Datum van verschijnen | Datum van binnenkomst | Hoogste positie | Aantal weken | Opmerkingen        |
| ---------------------------------------------------- | --------------------- | --------------------- | --------------- | ------------ | ------------------ |
| See you again                                        | 2015                  | 18-04-2015            | 1 (3wk)         | 25           | met Wiz Khalifa    |
| Marvin Gaye                                          | 2015                  | 19-09-2015            | 12              | 13           | met Meghan Trainor |
| One call away                                        | 2015                  | 16-01-2016            | 12              | 16           |                    |
| We don't talk anymore                                | 2016                  | 30-07-2016            | 18              | 13           | met Selena Gomez   |
| Dangerously                                          | 2016                  | 12-11-2016            | tip             | -            |                    |
| Attention                                            | 2017                  | 27-05-2017            | 15              | 22           |                    |
| How long                                             | 2017                  | 04-11-2017            | 19              | 16           |                    |
| Done for me                                          | 2018                  | 24-03-2018            | tip2            | -            | met Kehlani        |
| The way I am                                         | 2018                  | 21-07-2018            | tip14           | -            |                    |
| I warned myself                                      | 2019                  | 31-08-2019            | tip             | -            |                    |
| Mother                                               | 2019                  | 05-10-2019            | tip             | -            |                    |
| Summer feelings                                      | 2020                  | 06-06-2020            | tip4            | -            | met Lennon Stella  |
| Left and right                                       | 2022                  | 17-07-2022            | 47              | 1*           | met Jung Kook      |

- Bibliothèque nationale de France: cb17039696f (data)
- Gemeinsame Normdatei: 1082786292
- International Standard Name Identifier: 0000 0004 4880 6927
- Library of Congress Control Number: no2015055245
- MusicBrainz: 525f1f1c-03f0-4bc8-8dfd-e7521f87631b
- Nationale Bibliotheek van Tsjechië: xx0220143
- Virtual International Authority File: 315944428
- WorldCat: E39PBJymCtRX6Gmx4C39WbCqQq